# Neocyema erythrosoma
Neocyema erythrosoma är en fiskart som beskrevs av Castle, 1978. Neocyema erythrosoma ingår i släktet Neocyema och familjen Cyematidae. Inga underarter finns listade i Catalogue of Life.